# Zapotal (västra Tantoyuca kommun)
Zapotal är en ort i Mexiko.   Den ligger i kommunen Tantoyuca och delstaten Veracruz, i den sydöstra delen av landet, 230 km norr om huvudstaden Mexico City. Zapotal ligger 132 meter över havet och antalet invånare är 140.
Terrängen runt Zapotal är huvudsakligen platt, men åt nordväst är den kuperad. Runt Zapotal är det ganska tätbefolkat, med 72 invånare per kvadratkilometer. Närmaste större samhälle är Tantoyuca, 8,0 km nordost om Zapotal. Trakten runt Zapotal består till största delen av jordbruksmark.